# Артјом Мачекин
Артјом Александрович Мачекин (блр. Арцём Аляксандравіч Мачэкін, рус. Артём Александрович Мачекин; Даугавпилс, 20. јануар 1991) белоруски је пливач чија ужа специјалност су спринтерске трке слободним стилом. Вишеструки је национални првак и рекордер. 

## Спортска каријера
Мачекин је присутан на међународној пливачкој сцени од 2013. и Европског првенства у малим базенима које је те године одржано у Хернингу. Као члан белоруске штафете на 4×50 мешовито накнадно је освојио бронзану медаљу, након што је руски тим који је освојио злато дисквалификован због допинга. На европским првенствима у мали  базенима је освојио још две бронзане медаље у штафетним тркама, у Нетањи 2015. на 4×50 слободно и Глазгову 2019. на 4×50 слободно. 
На светским првенствима у великим базенима је дебитовао у Казању 2015, а пливао је и на првенствима у Будимпешти 2017. и Квангџуу 2019, а најбоље резултате је остваривао пливајући у штафетним тркама. 